# Adrián Slávik
Adrián Slávik (Trenčín, 12 april 1999) is een Slowaakse profvoetballer die als verdediger bij AS Trenčín speelt.

## Clubstatistieken[1]
| Seizoen         | Club            | Land               | Competitie      | Competitie | Competitie | Beker | Beker | Supercup | Supercup | Europees | Europees | Totaal | Totaal |
| Seizoen         | Club            | Land               | Competitie      | Wed.       | Dlp.       | Wed.  | Dlp.  | Wed.     | Dlp.     | Wed.     | Dlp.     | Wed.   | Dlp.   |
| --------------- | --------------- | ------------------ | --------------- | ---------- | ---------- | ----- | ----- | -------- | -------- | -------- | -------- | ------ | ------ |
| 2017/18         | AS Trenčín      | Vlag van Slowakije | Fortuna Liga    | 1          | 0          | 0     | 0     | —        | —        | 0        | 0        | 6      | 0      |
| 2018/19         | AS Trenčín      | Vlag van Slowakije | Fortuna Liga    | 13         | 0          | 1     | 0     | —        | —        | 0        | 0        | 2      | 0      |
| 2019/20         | AS Trenčín      | Vlag van Slowakije | Fortuna Liga    | 1          | 0          | 0     | 0     | —        | —        | —        | —        | 1      | 0      |
| Carrière totaal | Carrière totaal | Carrière totaal    | Carrière totaal | 15         | 0          | 1     | 0     | 0        | 0        | 0        | 0        | 16     | 0      |

Bijgewerkt op 16 augustus 2019.